# Chusquea urelytra
Chusquea urelytra är en gräsart som beskrevs av Eduard Hackel. Chusquea urelytra ingår i släktet Chusquea och familjen gräs. Inga underarter finns listade i Catalogue of Life.